# أنطونيو غالا
أنطونيو غالا (بالإسبانية: Antonio Gala)‏ ولد في (02 أكتوبر 1930م) هو روائي، شاعر، كاتب مسرحي وكاتب مقالات إسباني·

## نبذة
ولد أنطونيو غالا ببرازاتورتاس، سيوداد ريال، إسبانيا لكنه يعتبر أندلسيا لكونه انتقل إلى قرطبة في سنة مبكرة· تخرج من جامعة إشبيلية حاملا ثلاث إجازات جامعية في كل من القانون، الفلسفة و في العلوم السياسية و الاقتصاد، كتب أنطونيو غالا في عدة أنواع أدبية من بينها الشعر، الرواية، المسرح، القصة القصيرة و كتابة المقالات. نال عدة جوائز، ليس فقط في مجال الشعر، بل أيضا عن مساهماته في المسرح و الاوبرا·

## أعماله

### المسرح
من بين أشهر أعماله المسرحية، نجد 'حقول عدن الخضراء - Los verdes campos del Edén' اللتي حصل بفضلها على الجائزة الوطنية الإسبانية للمسرح "Calderón de la Barca" سنة  1963، مسرحية ' خاتمان من أجل سيدة - Anillos para una dama ' سنة 1973، مسرحية 'لماذا تجري با أوليس ? - ¿Por qué corres, Ulises?' سنة 1963، مسرحية 'Petra Regalada' سنة 1980، مسرحية 'سمرقند Samarkanda' سنة 1985، مسرحية 'كارمن Carmen' سنة 1988 و مسرحية 'المارقةLa truhana' سنة 1992·

### الشعر
من بين دواوينه الشعرية نجد،'قصائد الحب Poemas de amor '،'رغبة أندلسية Testamento Andaluz ' و قصيدة 'العدو الحميم Enemigo íntimo ' اللتي فاز بفضلها بجائزة أدونيس للشعر الإسبانية (Premio Adonáis de poesía) سنة 1959

### الرواية
بدأ بكتابة الرواية متأخرًا لكنه لاقى نجاحًا كبيرًا بعد كتابته روايته الأولى 'المخطوط القُرْمُزي El manuscrito carmesí ' التي نال عنها جائزة بلانيتا سنة 1990، من أعماله الروائية أيضًا ' النَّسر ذو الرَّأسين Águila Bicéfala '، 'قانون الثلاتة La regla de tres' و روايتان تم تحويلهما إلى فيلمين سينمائيّين هما 'الوَلَهُ التركي La pasión turca' التي استلهم منها المخرج الإسباني Vicente Aranda و رواية 'خلف الحديقة Más allá del Jardín ' بواسطة المخرج Pedro Olea·

### آراؤه السياسية
أثناء التحوُّل الإسباني إلى الحكم الديمقراطي (منذ 1976 وحتّى أوائل الثمانينيات من القرن العشرين) دافع غالا علنًا عن وجهات النظر السياسية اليسارية بينما لم يكن مرتبطًا فعليًّا بحزب سياسي مُعيَّن. في عام 1978 دعا إلى قانون الحكم الذاتي للأندلس. في عام 1981 تم تعيينه رئيسًا لجمعية الصداقة الإسبانية العربية، وتولى هذا الدور خلال الأعوام الأولى من تأسيس هذه الجمعية. في نفس الوقت تقريبًا انضم إلى جمعية الصداقة بين إسبانيا والاتحاد السوفيتي. كان رئيس البرنامج المدني الذي دافع عن "لا" لبقاء إسبانيا في حلف شمال الأطلسي (الناتو)، في استفتاء عام 1986. في تموز / يوليو 2014، خلال العملية العسكرية الإسرائيلية في غزة، اتُهم غالا بمعاداة السامية بسبب مقال نُشر في صحيفة El Mundo بالاقتباس التالي:
"بغضّ النظر عما يُسمّيه اليهود قادتهم المدنيين أو العسكريين، ينتهي بهم الأمر دائمًا بخلق مشاكل للجميع: إنه تاريخ قديم. الآن حان دور غزة لتعاني من انتهاكاتهم [..] ليس غريبًا أنهم تعرضوا على مرّ التاريخ للطرد بشكل متكرّر. ما يثير الدهشة هو أنهم مصرين. إما أنهم ليسوا صالحين، أو أن هناك من يسمم أفكارهم. أنا لست عنصريًا".
وإثر هذا المقال رفعت "الجمعية اليهودية في مدريد" (Comunidad Judía de Madrid) دعوى قضائية ضده تتعلق بالتمييز والتحريض على الكراهية، وإهانة مشاعر أفراد المجتمع الديني والافتراء.

هو رئيس مؤسسة أنطونيو غالا في مدينة قرطبة بإسبانيا.

## روابط خارجية
- أنطونيو غالا على موقع IMDb (الإنجليزية)
- أنطونيو غالا على موقع الموسوعة البريطانية (الإنجليزية)
- أنطونيو غالا على موقع ميوزك برينز (الإنجليزية)
- أنطونيو غالا على موقع ديسكوغز (الإنجليزية)
- أنطونيو غالا على موقع قاعدة بيانات الفيلم (الإنجليزية)